# Noeeta bisetosa
Noeeta bisetosa är en tvåvingeart som beskrevs av Merz 1992. Noeeta bisetosa ingår i släktet Noeeta och familjen borrflugor.
Artens utbredningsområde är Schweiz. Inga underarter finns listade i Catalogue of Life.